# Pseudolaelia brejetubensis
Pseudolaelia brejetubensis é uma espécie de planta do gênero Pseudolaelia e da família Orchidaceae. Pseudolaelia brejetubensis diferencia-se das demais espécies do gênero pelas flores alvas, com sépalas e pétalas estriadas longitudinalmente de róseo, pelos lobos laterais do labelo largos, de ápice obtuso, e lobo mediano com margem fortemente ondulada, além do cunículo proeminente, distinto externamente, de coloração verde, enquanto nas demais espécies sua distinção não é possível em uma análise externa das flores.

## Taxonomia
A espécie foi descrita em 2003 por Michel Frey. Seu nome é em homenagem ao município de Brejetuba, onde foi coletado.

## Forma de vida
É uma espécie rupícola e herbácea.

## Descrição
Erva saxícola, com cerca de 15 centímetros de altura, excluindo a inflorescência. Rizoma cilíndrico, 1,5-2 centímetros de comprimento, verde, coberto por catáfilos ovais, com cerca de 5 x 3 mm, estramíneos, paleáceos, ápice agudo, desfazendo-se em fibras. Pseudobulbo fusiforme, com cerca de 3,5 centímetros de comprimento, verde-amarelado a vináceo, com 3-5 entrenós, coberto por catáfilos lanceolados, com cerca de 1 x 0,6 centímetros, estramíneos, paleáceos, ápice agudo, desfazendo-se em fibras nos pseudobulbos mais velhos.
Ela tem 2-5 folhas, curvas, dispostas desde a metade até o ápice do pseudobulbo; lâmina foliar linear, de 10-12- x 1,2-1,5 cm, discolor, verde-arroxeada adaxialmente, roxa abaxialmente, coriácea, margem serrilhada, ápice agudo; bainha foliar com cerca de 1,5 x 0,8 cm, verde, cartácea. Inflorescência em panícula, ereta, 35-40 centímetros de comprimento, 12-15-flora; pedúnculo cilíndrico, 22-25 centímetros de comprimento, roxo, brácteas tubulosas, 2-3 centímetros de comprimento, estramíneas, paleáceas, ápice agudo; brácteas florais triangulares, com cerca de 2 x 0,5 mm, membranáceas, ápice agudo. Ela tem flores sem odor, pediceladas, pedicelo e ovário com cerca de 1,9 centímetros de comprimento, róseo-arroxeados; sépala dorsal oblanceolada, 1,1-1,4 x 0,3-0,4 cm, alva a rósea com estrias róseo-escuras, levemente côncava, ápice agudo; sépalas laterais oblanceoladas, 1,1-1,4 x 0,3-0,4 cm, alvas a róseas com estrias róseo-escuras, assimétricas, côncavas, ápice agudo; pétalas linear-oblanceoladas, com cerca de 1,1-1,4 x 0,1 cm, alvas com ápice róseo, levemente assimétricas, ápice obtuso; labelo trilobado, 0,8-1 x 0,8-1 cm, lobos laterais lineares, com cerca de 4,5 x 2,5 mm, róseos, ápice agudo, lobo mediano elíptico, com cerca de 7 x 5 mm, alvo com estrias róseo-escuras, margem fortemente ondulada, ápice obtuso, disco do labelo carnoso, piloso, com 3-7 lamelas creme desde a base até próximo ao ápice do lobo mediano; cunículo verde, protuberante, com cerca de 2 milímetros de comprimento; coluna com cerca de 3 milímetros de comprimento, roxa; antera roxa; polínias amarelas, caudícula com cerca de 1 milímetros de comprimento. Frutos não vistos.
| Caule                             | Caule                  |
| --------------------------------- | ---------------------- |
| rizoma                            | conspícuo              |
| pseudobulbo                       | fusiforme              |
| número de entrenó                 | 3 a 5                  |
| extensão foliar no pseudobulbo    | ausente                |
| Folha                             |                        |
| forma                             | linear                 |
| número de folha                   | até 7                  |
| posição em relação ao pseudobulbo | curva                  |
| Inflorescência                    |                        |
| número de flor                    | multiflora             |
| tipo                              | panícula               |
| Flor                              |                        |
| cor da flor                       | rósea/alvo             |
| labelo                            | trilobado              |
| istmo                             | mais longa que larga   |
| lobo do labelo                    | conspícuo              |
| superfície do labelo              | lamelada               |
| cunículo                          | conspícuo externamente |

## Conservação
A espécie faz parte da Lista Vermelha das espécies ameaçadas do estado do Espírito Santo, no sudeste do Brasil. A lista foi publicada em 13 de junho de 2005 por intermédio do decreto estadual nº 1.499-R.

## Distribuição
A espécie é encontrada no estado brasileiro de Espírito Santo. A espécie é encontrada no domínio fitogeográfico de Mata Atlântica, em regiões com vegetação de vegetação sobre afloramentos rochosos.